# Héctor Wagner
Héctor Raúl Guerrero Wagner (nacido el 26 de noviembre de 1968 en San Juan) es un ex lanzador dominicano que jugó en las Grandes Ligas de Béisbol con los Reales de Kansas City desde 1990 hasta 1991.
Wagner firmó con los Reales de Kansas City como amateur el 13 de mayo de 1986. Comenzó su carrera profesional al año siguiente, 1987, como miembro del equipo de novatos de ligas menores de los Reales, los GCL Royals. Lanzó en 13 partidos esa temporada, iniciando 12 de ellos, y teniendo un récord de 1-3 y una efectividad de 3.06. La siguiente temporada, Wagner fue ascendido al equipo Eugene Emeralds de la Northwest League. Lanzó un juego sin hits en siete entradas y un tercio en un partido contra los Spokane Indians el 14 de agosto en una victoria de 5-1. Terminó la temporada con 15 juegos lanzados, y yéndose de 4-9 con 3.68 de efectividad.
Los Reales invitaron a Wagner al spring training para iniciar la temporada de 1989, y aunque no figuró en el roster final, el equipo observó que había una oportunidad para incluirlo más tarde esa temporada. Pasó la temporada con los Appleton Foxes de la Midwest League, donde lanzó en 24 partidos, ganó 6 y perdió 11, y terminó la temporada con una efectividad de 4.56.
Wagner pasó la temporada de 1990 con los Memphis Chicks, filial 'AA de ligas menores de los Reales de Kansas City. En 40 juegos, principalmente como relevista, tuvo un récord de 12-4, una efectividad de 2.02, y más de 133 entradas lanzadas. En septiembre, los Reales lo incluyeron en el roster de Grandes Ligas, haciendo su debut en las mayores el 10 de septiembre de 1990 contra los Azulejos de Toronto. Wagner lanzó en cinco partidos para los Reales en 1990, perdiendo dos y terminando la temporada con una efectividad de 8.10. Fue el octavo jugador más joven en las Grandes Ligas esa temporada.
A medida que la temporada de 1991 comenzaba, Wagner estaba en el roster de los 40 jugadores, y después de participar en el spring training con el equipo, comenzó la temporada con los Omaha Royals, filial AAA de ligas menores. A finales de mayo, el lanzador de los Reales Mark Davis fue colocado en la lista de lesionados, y Wagner fue llamado al roster en su lugar. Hizo dos aperturas con los Reales esa temporada, ganando una y perdiendo una, y terminando con una efectividad de 7.20. Después de las dos apariciones, fue enviado de regreso a los Omaha Royals, donde terminó la temporada con un récord de 5-6 y una efectividad de 3.44. En 1992, fue para lanzar por los Reales, pero necesitó una cirugía del manguito rotador y terminó perdiendo la temporada.
Después de recuperarse de la cirugía, Wagner dividió su tiempo en 1993 entre los equipos Memphis Chicks y Wilmington Blue Rocks del sistema de ligas menores de los Reales. Lanzó en diez juegos para Memphis, ganando dos y perdiendo cuatro, y fue titular en 13 juegos con los Wilmington, terminando la temporada con un récord de 1-7 y una efectividad de 3.38. Al final de la temporada, los Reales lo dejaron en libertad, lo que puso fin a su carrera profesional durante algún tiempo. Intentó regresar en 1999 y 2001, jugando para los Newark Bears en la independiente Atlantic League. Lanzó en 20 partidos combinados estas dos temporadas, además, lanzó en cuatro partidos para los Pennsylvania Road Warriors el año siguiente, su última temporada en las ligas menores.